# Квадратная матрица

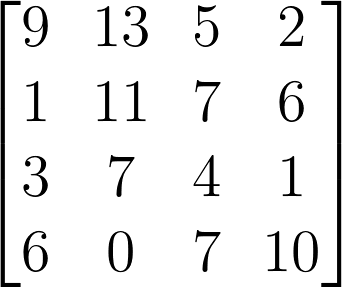
Квадратная матрица четвёртого порядка. Элементы a_{ii} образуют главную диагональ квадратной матрицы. Например, главная диагональ 4х4 матрицы на рисунке содержит элементы a_{11} = 9, a_{22} = 11, a_{33} = 4, a_{44} = 10.

В математике квадра́тная ма́трица — это матрица, у которой число строк совпадает с числом столбцов, и это число называется порядком матрицы. Любые две квадратные матрицы одинакового порядка можно складывать и умножать.
Квадратные матрицы часто используются для представления простых линейных отображений — таких, как деформация или поворот. Например, если R — квадратная матрица, представляющая вращение (матрица поворота) и v — вектор-столбец, определяющий положение точки в пространстве, произведение Rv даёт другой вектор, который определяет положение точки после вращения. Если v — вектор-строка, такое же преобразование можно получить, используя vRT, где RT — транспонированная к R матрица.

## Главная диагональ
Элементы aii (i = 1, …, n) образуют главную диагональ квадратной матрицы. Эти элементы лежат на воображаемой прямой, проходящей из левого верхнего угла в правый нижний угол матрицы. Например, главная диагональ 4х4 матрицы на рисунке содержит элементы a11 = 9, a22 = 11, a33 = 4, a44 = 10.
Диагональ квадратной матрицы, проходящая через нижний левый и верхний правый углы, называется побочной.

## Специальные виды
| Название                    | Пример с n = 3                                                                                  |
| --------------------------- | ----------------------------------------------------------------------------------------------- |
| Диагональная матрица        | {\displaystyle {\begin{bmatrix}a_{11}&0&0\\0&a_{22}&0\\0&0&a_{33}\end{bmatrix}}}                |
| Нижняя треугольная матрица  | {\displaystyle {\begin{bmatrix}a_{11}&0&0\\a_{21}&a_{22}&0\\a_{31}&a_{32}&a_{33}\end{bmatrix}}} |
| Верхняя треугольная матрица | {\displaystyle {\begin{bmatrix}a_{11}&a_{12}&a_{13}\\0&a_{22}&a_{23}\\0&0&a_{33}\end{bmatrix}}} |

### Диагональные и треугольные матрицы
Если все элементы вне главной диагонали нулевые, A называется диагональной. Если все элементы над (под) главной диагональю нулевые, A называется нижней (верхней) треугольной матрицей. Треугольная матрица, у которой все диагональные элементы равны 1, называется унитреугольной.

### Единичная матрица
Единичная матрица En размера n — это n×n матрица, в которой все элементы на главной диагонали равны 1, а остальные элементы равны 0 (часто вместо буквы E используют букву I). Таким образом,
{\displaystyle E_{1}={\begin{bmatrix}1\end{bmatrix}},\ E_{2}={\begin{bmatrix}1&0\\0&1\end{bmatrix}},\ \cdots ,\ E_{n}={\begin{bmatrix}1&0&\cdots &0\\0&1&\cdots &0\\\vdots &\vdots &\ddots &\vdots \\0&0&\cdots &1\end{bmatrix}}}
Умножение на единичную матрицу оставляет матрицу неизменной:
AEn = EnA = A для любой n×n матрицы A.

### Симметричные и антисимметричные матрицы
Квадратная матрица A, совпадающая со своей транспонированной, то есть A = AT, называется симметричной. Если же A отличается от транспонированной матрицы знаком, то есть A = −AT, то A называется антисимметричной (или кососимметричной). В случае комплексных матриц понятие симметрии часто заменяют понятием самосопряжённости, а матрицу, удовлетворяющую равенству A∗ = A, называют эрмитовой (или самосопряжённой); здесь звёздочкой обозначена операция эрмитова сопряжения, смысл которой — в замене каждого элемента исходной матрицы комплексно сопряжённым числом с последующим транспонированием полученной матрицы.
По спектральной теореме для вещественных симметричных матриц и комплексных эрмитовых матриц существуют базисы, состоящие из собственных векторов; таким образом, любой вектор пространства можно представить в виде линейной комбинации собственных векторов. В обоих случаях все собственные значения вещественны. Эту теорему можно распространить на бесконечномерный случай, когда матрицы имеют бесконечно много строк и столбцов.

### Обратимые матрицы
Квадратная матрица A называется обратимой или невырожденной, если существует матрица B, такая, что
AB = BA = E.
Если матрица B существует, она единственна и называется обратной к A и записывается как A−1.

### Определённая матрица
| Положительно определённая                                    | Неопределённая                                              |
| ------------------------------------------------------------ | ----------------------------------------------------------- |
| {\displaystyle {\begin{bmatrix}1/4&0\\0&1/4\\\end{bmatrix}}} | {\displaystyle {\begin{bmatrix}1/4&0\\0&-1/4\end{bmatrix}}} |
| Q(x,y) = 1/4 x2 + 1/4y2                                      | Q(x,y) = 1/4 x2 − 1/4 y2                                    |
| Точки, удовлетворяющие уравнению Q(x,y) = 1 (Эллипс).        | Точки, удовлетворяющие уравнению Q(x,y) = 1 (Гипербола).    |

Симметричная n×n матрица называется положительно определённой (соответственно, отрицательно определённой или неопределённой), если для всех ненулевых векторов x ∈ Rn соответствующая квадратичная форма
Q(x) = xTAx
принимает только положительные значения (соответственно, отрицательные значения или и те, и другие). Если квадратичная форма принимает только неотрицательные (соответственно, только неположительные) значения, симметричная матрица называется положительно полуопределённой (соответственно, отрицательно полуопределённой). Матрица будет неопределённой, если она ни положительно, ни отрицательно полуопределена.
Симметричная матрица положительно определена тогда и только тогда, когда все её собственные значения положительны. Таблица справа показывает два возможных случая для матриц 2×2.
Если использовать два различных вектора, получим билинейную форму, связанную с A:
BA (x, y) = xTAy.

### Ортогональная матрица
Ортогональная матрица — это квадратная матрица с вещественными элементами, столбцы и строки которой являются ортогональными единичными векторами (то есть ортонормальными). Можно также определить ортогональную матрицу как матрицу, обратная для которой равна транспонированной:
{\displaystyle A^{\mathrm {T} }=A^{-1},}
откуда вытекает
{\displaystyle A^{T}A=AA^{T}=E},
где E — единичная матрица.
Ортогональная матрица A всегда обратима (A−1 = AT), унитарна (A−1 = A*), и нормальна (A*A = AA*). Определитель любой ортогональной матрицы равен либо +1, либо −1. Умножение на ортогональную матрицу задаёт такое линейное преобразование арифметического пространства {\displaystyle \mathbb {R} ^{n}}, которое в случае матрицы с определителем +1 является простым поворотом, а в случае матрицы с определителем −1 является либо простым отражением, либо суперпозицией отражения и поворота.
Комплексным аналогом ортогональной матрицы является унитарная матрица.

## Операции

### След
Следом квадратной матрицы A (tr(A)) называется сумма элементов главной диагонали. В то время как умножение матриц, вообще говоря, не коммутативно, след произведения двух матриц не зависит от порядка сомножителей:
tr(AB) = tr(BA).
Это непосредственно вытекает из определения произведения матриц:
{\displaystyle \scriptstyle \operatorname {tr} ({\mathsf {AB}})=\sum _{i=1}^{m}\sum _{j=1}^{n}A_{ij}B_{ji}=\operatorname {tr} ({\mathsf {BA}}).}
Также след матрицы равен следу транспонированной к ней, то есть
tr(A) = tr(AT).

### Определитель

Линейное отображение на R^{2}, определённое приведённой матрицей. Определитель матрицы равен −1, и хотя площадь зелёного параллелограмма осталась 1, отображение сменило ориентацию, поскольку вектора находятся по движению часовой стрелки, а их образы находятся в обратном порядке.

Определитель det(A) или |A| квадратной матрицы A — это число, определяющее некоторые свойства матрицы. Матрица обратима тогда и только тогда, когда её определитель ненулевой. Абсолютная величина определителя равна площади (в R2) или объёму (в R3) образа единичного квадрата (или куба), в то время как знак определителя соответствует ориентации соответствующего отображения — определитель положителен в том и только в том случае, когда ориентация сохраняется.
Определитель 2×2 матриц вычисляется по формуле
{\displaystyle \det {\begin{bmatrix}a&b\\c&d\end{bmatrix}}=ad-bc.}
Определитель матриц 3×3 использует 6 произведений (правило Сарруса). Более длинная формула Лейбница обобщает эти две формулы на все размерности.
Определитель произведения матриц равен произведению определителей сомножителей:
det(AB) = det(A) • det(B).
Добавление любой строки с коэффициентом к другой строке, или любого столбца с коэффициентом к другому столбцу не изменяет определителя. Обмен местами двух строк или столбцов приводит к изменению знака определителя. Используя эти операции, любую матрицу можно привести к нижней (или верхней) треугольной матрице, а для таких матриц определитель равен произведению элементов главной диагонали, что даёт способ вычисления определителя любой матрицы. Наконец, теорема Лапласа выражает определитель в терминах миноров, то есть определителей меньших матриц. Эта теорема даёт возможность рекурсивного вычисления определителей (начав с определителя матрицы 1×1, или даже с определителя матрицы 0×0, который равен 1), что можно рассматривать как эквивалент формуле Лейбница. Определители можно использовать для решения линейных систем с помощью метода Крамера.

### Собственные значения и собственные вектора
Число λ и ненулевой вектор v, удовлетворяющие уравнению
Av = λv,
называются собственным значением и собственным вектором матрицы A соответственно. Число λ является собственным числом n×n матрицы A в том и только в том случае, когда A−λE не имеет обратной, что эквивалентно
{\displaystyle \det({\mathsf {A}}-\lambda {\mathsf {E}})=0.\ }
Многочлен pA от неизвестного X, получаемый как определитель det(XE−A), называется характеристическим многочленом матрицы A. Это нормированный многочлен степени n. Таким образом, уравнение pA(λ) = 0 имеет максимум n различных решений, то есть собственных значений матрицы. Эти значения могут быть комплексными, даже если все элементы матрицы A вещественны. Согласно теореме Гамильтона — Кэли, pA(A) = 0, то есть при подстановке самой матрицы в характеристический многочлен, получим нулевую матрицу.